# Robert Hooke

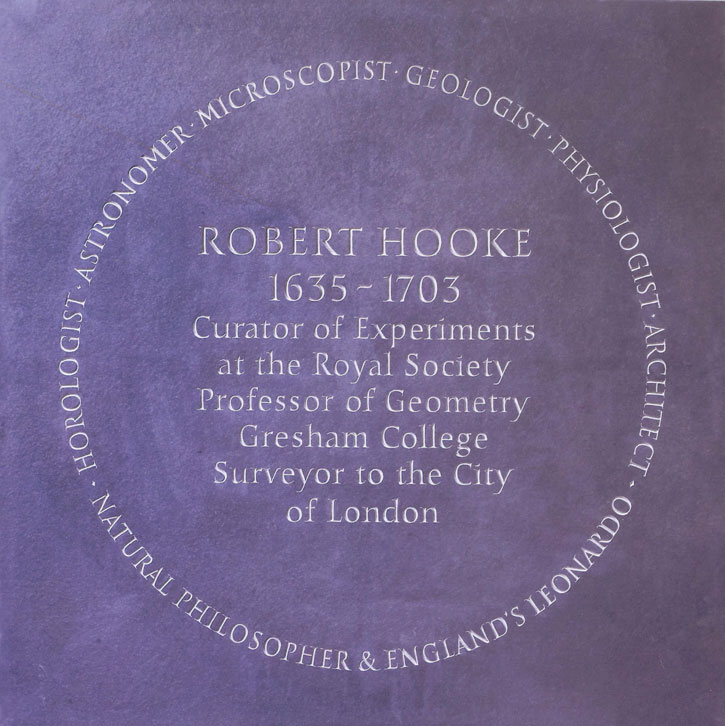
Robert Hooke: Kurator für Experimente an der Royal Society, Geometrieprofessor des Gresham College und Landvermesser der Stadt London; Uhrenbauer, Astronom, Mikroskopierer, Geologe, Physiologe, Architekt, Naturphilosoph und Englands Leonardo.

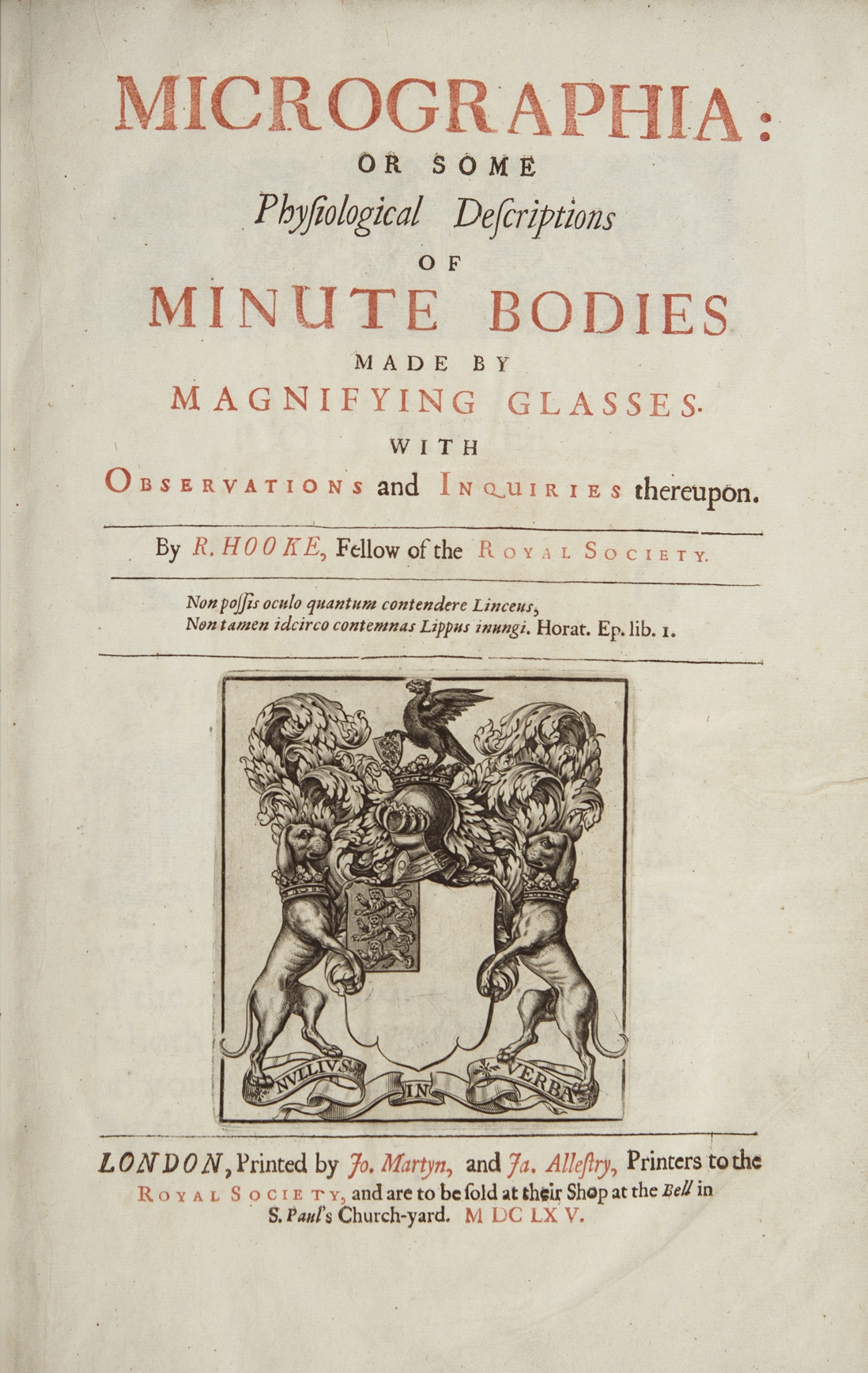
Titelblatt von Hookes 1665 erschienenem Hauptwerk Micrographia, das zahlreiche mit Hilfe eines Mikroskops angefertigte Zeichnungen enthält.

Robert Hooke (* 18. Julijul. / 28. Juli 1635greg. in Freshwater, Isle of Wight; † 3. März 1702jul. / 14. März 1703greg. in London) war ein englischer Universalgelehrter, der hauptsächlich durch das nach ihm benannte Elastizitätsgesetz bekannt ist. Hookes Wirken ist eng mit den ersten Jahrzehnten des Bestehens der Royal Society verbunden. Am Gresham College lehrte er als Professor für Geometrie und hielt die Cutler-Vorlesungen. Nach dem Londoner Großbrand von 1666 war Hooke als Vermesser und Architekt maßgeblich am Wiederaufbau Londons beteiligt. Das an den Brand erinnernde Monument wurde von ihm entworfen.
Nach dem Tod seines Vaters wurde Hooke an der Westminster School in London ausgebildet. Bald zeigte sich Hookes praktische Begabung, insbesondere als Zeichner und Konstrukteur. Auf Vermittlung seines Lehrers Richard Busby erhielt er eine Anstellung am Christ Church College in Oxford. In Oxford stand Hooke in den Diensten einer Gruppe von Naturforschern um John Wilkins, die sich der experimentellen Naturbeobachtung verschrieben hatte und deren Mitglieder 1660 zum Personenkreis gehörten, der die Royal Society gründete. 1662 ernannte die Royal Society Hooke zu ihrem Kurator für Experimente.
Mit Hilfe optischer Instrumente, an deren Verbesserung er fortwährend arbeitete, beobachtete er sowohl die Erscheinungen am Nachthimmel als auch die nur mit dem Mikroskop zugängliche Welt. So entdeckte er zum einen den Großen Roten Fleck auf dem Jupiter, zum anderen prägte er den Begriff „Zelle“. Mit den für sein Hauptwerk Micrographia angefertigten Zeichnungen eröffnete er Einblicke in den bis dahin weitgehend unbekannten Mikrokosmos. Im Auftrag der Royal Society begann Hooke mit regelmäßigen Wetterbeobachtungen. Er entwickelte die für die Beobachtung notwendigen meteorologischen Messgeräte weiter und konstruierte den ersten Vorläufer einer automatischen Wetterstation. Anders als seine Zeitgenossen betrachtete Hooke Fossilien nicht als bloße Laune der Natur, sondern sah in ihnen Zeugnisse ausgestorbener Lebewesen.
Hookes Beitrag für die Herausbildung der modernen Naturwissenschaft war lange Zeit von Kontroversen über die Priorität einiger seiner Erfindungen und Entdeckungen überschattet. Mit Christiaan Huygens stritt er, wer von ihnen die erste federgetriebene Uhr baute. Isaac Newton verweigerte Hooke jegliche Anerkennung für die Ideen, die ihn zur mathematischen Formulierung seines Gravitationsgesetzes führten.
Von Hooke ist kein zeitgenössisches Porträt bekannt. Er wurde ursprünglich auf dem Friedhof der St Helen’s Church, Bishopsgate beigesetzt. Seine sterblichen Überreste befinden sich seit 1891 in einem Massengrab auf dem Friedhof der Stadt London in Manor Park.

## Kindheit auf der Isle of Wight
Robert Hooke wurde am 18. Juli 1635 im Küstenort Freshwater auf der Isle of Wight geboren. Er war das vierte und letzte Kind von Reverend John Hooke († 1648) und Cecily Gyles († 1665). Sein Vater studierte vermutlich an der University of Oxford und wurde dort ordiniert. Um 1615 trat er in die Dienste von John Oglander (1585–1655), dem Gouverneur der Isle of Wight, um in Brading dessen Sohn George zu unterrichten. Dort heiratete John Hooke 1622 in zweiter Ehe Cecily Gyles. Neben Robert hatte er mit ihr noch drei weitere Kinder: Anne († 1661), Katherine (* 1628) und John (1630–1678). Um 1625 wurde sein Vater Kurat der anglikanischen All-Saints-Kirche in Freshwater.
Das wenige Bekannte über Hookes Kindheit entstammt seiner am 10. April 1697 begonnenen fragmentarischen Autobiografie, die seinem ersten Biografen Richard Waller vorlag. Hooke erinnerte sich darin an eine unbeschwerte Kindheit, die durch gelegentliche Anfälle von Magenbeschwerden und Kopfschmerzen getrübt war. Er bastelte mechanisches Spielzeug, zerlegte eine alte Kupferuhr in ihre Bestandteile und bildete die Einzelteile aus Holz nach. Außerdem fertigte er ein knapp ein Meter langes, schwimmfähiges Segelschiffmodell an, dessen Kanonen sogar in der Lage gewesen sein sollen, zu schießen. Bei einem Besuch des Miniaturmalers John Hoskins (um 1590–1664/5) offenbarte sich Hookes zeichnerisches Talent.
Bis November 1647 hatte der 1642 begonnene Englische Bürgerkrieg kaum Auswirkungen auf das Leben der meist royalistisch eingestellten Einwohner der Isle of Wight. Am 11. November 1647 entkam König Karl I. seinen Bewachern in London und floh auf die Insel, wo er zwei Tage später anlangte. In Newport begannen bald darauf die Kapitulationsverhandlungen zwischen den Royalisten und Parlamentsvertretern.
Am 23. September 1648 setzte Hookes Vater sein Testament auf und bestimmte seine Freunde Nicholas Hockley, Robert Urrey und Cardell Goodman (um 1608–1654) zu seinen Nachlassverwaltern. Kurz nach Karls Kapitulation am 8. Oktober 1648 starb Hookes Vater. Seine Beerdigung fand am 17. Oktober 1648 statt. Er hinterließ seinem Sohn Robert 40 Pfund, seine beste Truhe und alle seine Bücher. Hinzu kamen noch 10 Pfund aus dem Nachlass von Robert Hookes Großmutter Ann Giles.

## Ausbildung in London und Oxford

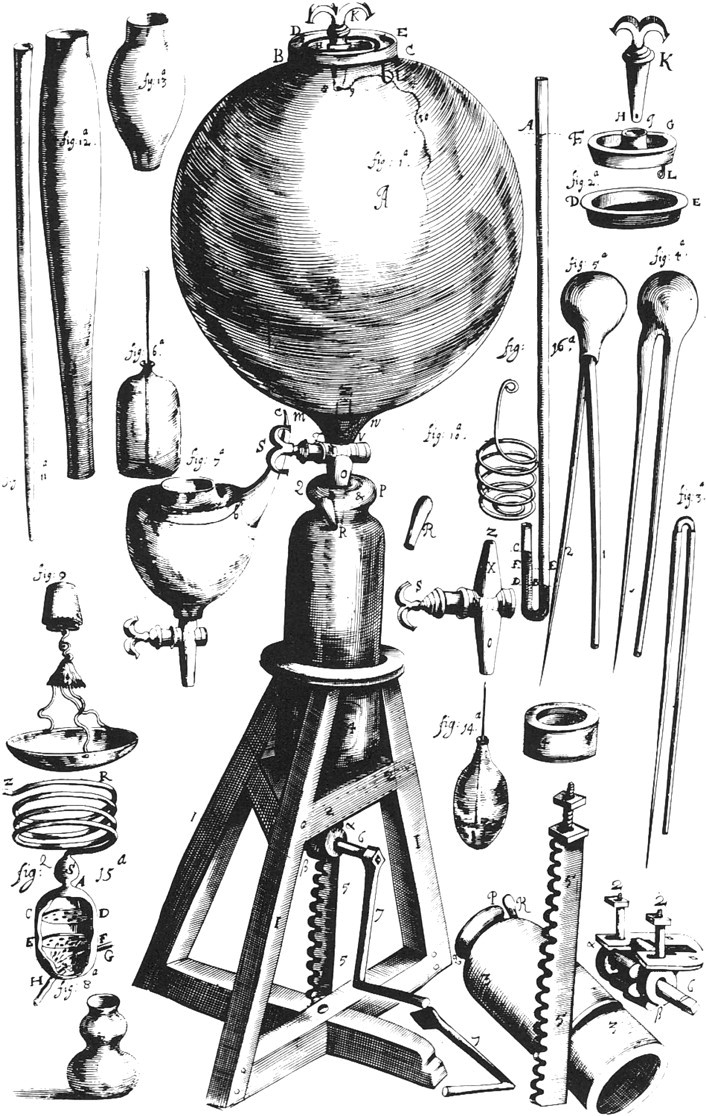
Robert Boyles „Pneumatic engine“ wurde von Robert Hooke entworfen, der damit auch die Experimente durchführte, die zur Entdeckung des Boyleschen Gesetzes führten.

Im Alter von 13 Jahren kam Robert Hooke nach London. Wie er dorthin gelangte, ist nicht bekannt. Möglicherweise reiste er in Begleitung von Cardell Goodman oder in der des Miniaturmalers John Hoskins. In London war er zunächst für kurze Zeit Schüler des Malers Peter Lely. Ebenso soll ihn Samuel Cowper unterrichtet haben, ein Neffe Hoskins. Ende Januar 1649 befand sich Hooke in der Obhut von Richard Busby (1606–1695), in dessen Haushalt er lebte und der ihn unterrichtete. Busby war seit 1638 Leiter (Headmaster) der Westminster School. Während seiner Zeit in Westminster erlernte Hooke fließend Latein, erwarb gute Griechischkenntnisse und konnte sich etwas Hebräisch aneignen. Er zeigte Talent für Mathematik und besondere Fähigkeiten als Zeichner. Ebenso erlernte er den Umgang mit der Drehbank und das Spielen der Orgel.
1653 verließ Hooke die Westminster School in London, um seine Ausbildung am Christ Church College in Oxford fortzusetzen. Die Westminster School hatte eine enge Beziehung zu Christ Church, und so traf er dort einige seiner Mitschüler wieder. Richard Lower studierte seit 1649 dort, und John Locke hatte sich ein Jahr zuvor eingeschrieben. In Oxford war Hooke zunächst Stipendiat (Servitor) eines „Mr. Goodman“ und sollte als Chorschüler Orgel spielen. Vermittelt durch Busby, lebte er ab 1654 im Haushalt von Thomas Willis und assistierte ihm bei dessen chemischen Experimenten in der Beam Hall in der Oxforder St. John’s Street. Willis war Mitglied einer Gruppe von Naturforschern um den Leiter (Warden) des Wadham College, John Wilkins. Diese Gruppe hatte sich der experimentellen Naturbeobachtung verschrieben, wie sie 1620 durch Francis Bacon in Novum Organum angeregt worden war. Zu dieser Gruppe gehörten unter anderem Jonathan Goddard, John Wallis, William Petty, Christopher Wren und Seth Ward. Wilkins hatte 1648 mit Mathematical Magick ein weit beachtetes Werk geschrieben, das sich mit den Prinzipien von Hebeln, Rollen, Zahnrädern und Schnecken beschäftigte und in dem er über fliegende Automaten und eine mögliche Reise zum Mond spekulierte. In dieser Zeit konstruierte Hooke einen Flugapparat und verbesserte für Seth Ward die Ganggenauigkeit der Pendeluhren, die dieser bei seinen astronomischen Beobachtungen einsetzte.
Bereits 1653 hatte Wilkins Robert Boyle nach Oxford eingeladen, der in Dublin mit seinen chemischen Experimenten nicht vorankam. Boyle ließ sich im Herbst 1655 schließlich in Oxford nieder, und ab dem folgenden Jahr gehörte Hooke als Assistent zu Boyles Haushalt. Boyle wollte, angeregt durch Otto von Guerickes Arbeit, eine eigene verbesserte „Luftpumpe“ konstruieren. Unter Hookes maßgeblicher Beteiligung gelang das schwierige Unterfangen um 1659 schließlich. Gemeinsam führten Boyle und Hooke Untersuchungen der Eigenschaften der Luft durch. Die Ergebnisse dieser im Dezember 1659 abgeschlossenen Experimente veröffentlichte Boyle in dem 1660 erschienenen Werk The Spring of the Air, in dem er 43 Experimente über die Konstruktion und Anwendung der neuen Luftpumpe beschrieb und in dessen Vorwort er Hookes Verdienst ausdrücklich würdigte.
Am 31. Juli 1658 wurde Hooke an der Universität Oxford immatrikuliert. Er erwarb jedoch während seiner Zeit in Oxford keinen akademischen Grad. Nach 1659 siedelten die Mitglieder der Oxford-Gruppe um Wilkins allmählich nach London über.

## Kurator der Royal Society

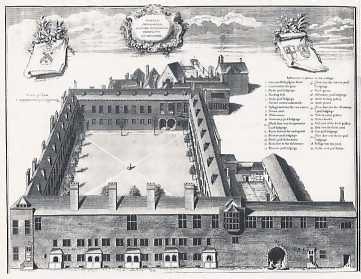
Das Gresham College war Treffpunkt der Mitglieder der Royal Society und ab September 1664 Robert Hookes Wohnort.

Als am 28. November 1660 die Royal Society gegründet wurde, befanden sich unter den zwölf Gründungsmitgliedern mit Robert Boyle, William Petty, John Wilkins und Christopher Wren vier Mitglieder der Oxford-Gruppe. Boyles in Oxford konstruierte neuartige „Pneumatic Engine“ wurde in der Anfangszeit der Royal Society bei etlichen Experimenten eingesetzt. Als Assistent von Boyle war Hooke für die Durchführung dieser Experimente verantwortlich. In den Akten der Royal Society wird sein Name erstmals am 10. April 1661 im Zusammenhang mit seiner 1661 entstandenen, ersten wissenschaftlichen Arbeit An Attempt for the Explication of the Phaenomena, observable in an Experiment published by the Honourable Robert Boyle erwähnt. Hooke versuchte darin, die in Boyles The Spring of the Air als 35. Experiment beschriebenen Phänomene zur Kapillarwirkung von Wasser in dünnen Röhren zu erklären. Mit seinen praktischen Fähigkeiten verschaffte sich Hooke schnell die Anerkennung der Mitglieder der Royal Society. Am 12. November 1662 schlug Robert Moray vor, Hooke als „Curator of Experiments“ der Royal Society zu beschäftigen. Hooke wurde einmütig von den Mitgliedern der Gesellschaft in diese Position gewählt. Seine Aufgabe als Kurator bestand darin, für die wöchentlichen Treffen der Gesellschaft drei bis vier Experimente vorzubereiten und durchzuführen sowie andere Mitglieder bei der Durchführung von Experimenten zu unterstützen. Am 3. Juni 1663 wurde Hooke in die Royal Society aufgenommen und vom Beitrag befreit, den ein Mitglied der Gesellschaft normalerweise entrichten musste.
Die Mitglieder der Royal Society waren bestrebt, Hooke ein gesichertes Einkommen zu verschaffen. In Betracht zogen sie dafür eine Professur am Gresham College. Hinderlich war, dass Hooke keinen akademischen Abschluss erworben hatte. Durch die Vermittlung des Kanzlers der Universität Oxford Edward Hyde wurde ihm im September 1663 der Titel eines Magister Artium zugesprochen. Bei zwei Professuren am Gresham College deutete sich zu dieser Zeit die Notwendigkeit der Neubesetzung an. Als der Astronomieprofessor Walter Pope (um 1627–1714) im April 1663 für zwei Jahre ins Ausland ging, übernahm der Professor für Geometrie Isaac Barrow zunächst Popes Lehraufgaben. Barrow wurde schließlich Ende 1663 auf den neu gestifteten Lucasischen Lehrstuhl für Mathematik berufen. Bei der Neubesetzung von Barrows Lehrstuhls am 20. Mai 1664 unterlag Hooke trotz der Unterstützung durch die Royal Society dem Arzt Arthur Dacres (1624–1678). Nach dieser Niederlage traten John Graunt und William Petty an John Cutler mit der Bitte heran, für Hooke eine Vorlesung zu stiften. Im Juni 1664 kam Cutler dieser Bitte nach und stiftete für Hooke auf Lebenszeit die mit 50 Pfund pro Jahr dotierte Cutler-Vorlesung. Am 27. Juli 1664 regelte die Royal Society offiziell Hookes finanzielle Bezüge als Kurator und sicherte ihm zusätzlich Unterkunft im oder in der Nähe des Gresham College zu. Im September zog Hooke aus dem Haus von Boyles Schwester Lady Ranelagh (1614–1691) aus und bezog seine Zimmer am Gresham College, die er bis zu seinem Tod bewohnte. Im Sommer 1664 erfuhr die Royal Society, dass die Wahl Dacres zum Geometrieprofessor durch den Londoner Bürgermeister Anthony Bateman manipuliert worden war. Die Royal Society drängte Dacres zum Rücktritt. Am 20. März 1665 wurde Hooke schließlich Professor für Geometrie am Gresham College. Zuvor hatte er im Semester 1664/1665 in Vertretung von Walter Pope dort bereits die astronomischen Vorlesungen abgehalten. Mit seinen drei Tätigkeiten als Kurator der Royal Society sowie als Professor für Geometrie und Cutler-Professor am Gresham College war Hooke finanziell abgesichert.
Nach dem Tod von Henry Oldenburg wurde Hooke am 25. Oktober 1677 zu einem der beiden Sekretäre der Royal Society gewählt. Diese Funktion übte er zusätzlich zu seinen Verpflichtungen als Kurator bis 1682 aus.

## Beobachter, Experimentator und Erfinder

### Micrographia

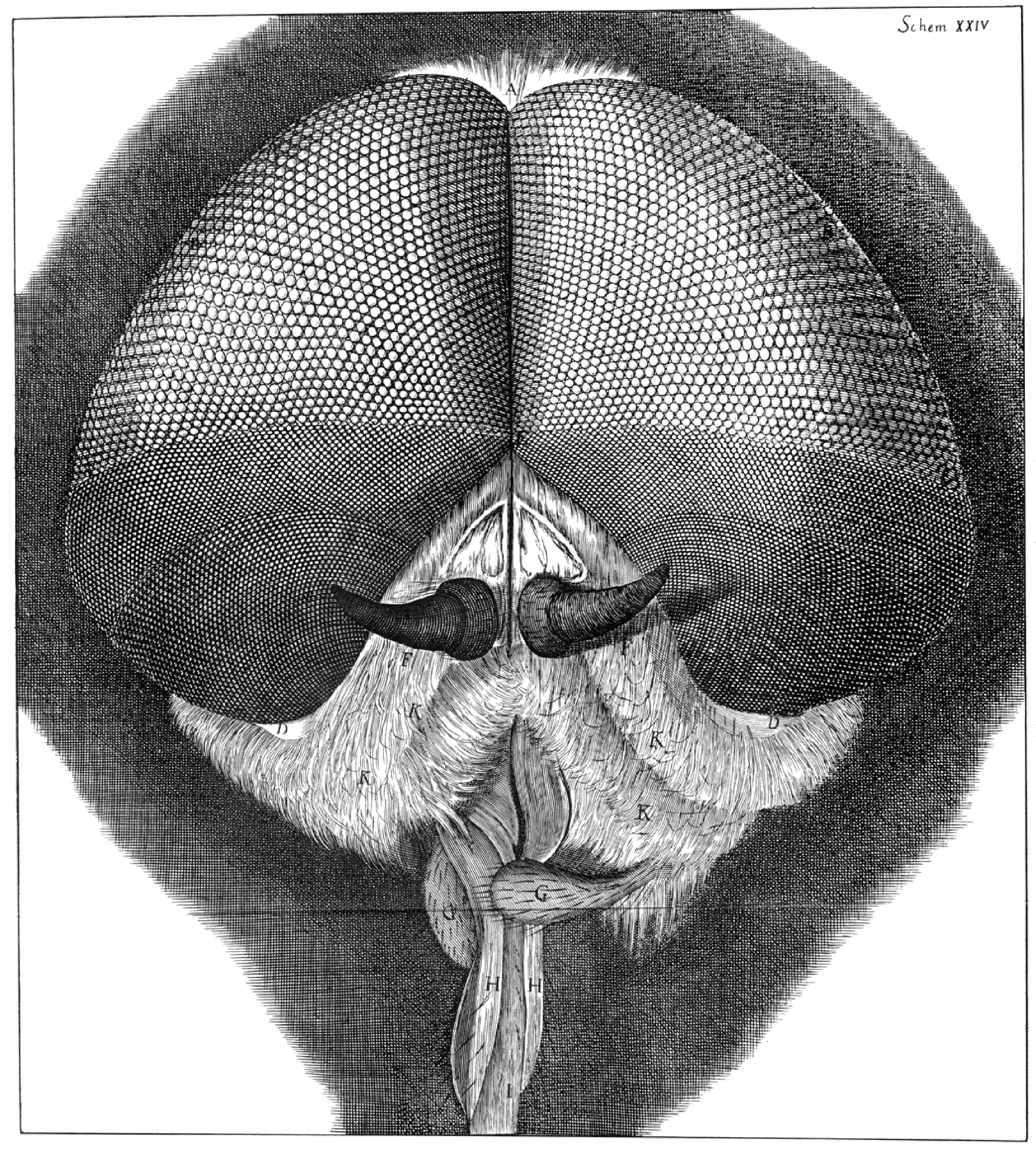
Die Facettenaugen einer Fliege aus Hookes Micrographia von 1665.

Am 1. April 1663 erhielt Hooke von der Royal Society die Aufforderung, zu jedem ihrer wöchentlichen Treffen eine mit seinem zusammengesetzten Auflichtmikroskop angefertigte Beobachtung beizusteuern. Im Laufe des Jahres präsentierte er den Mitgliedern zahlreiche Zeichnungen von Objekten der belebten und unbelebten Welt. Unter den beobachteten Objekten befanden sich unter anderem eine Nadelspitze, die Schneide einer Klinge, venezianisches Papier, versteinertes Holz, ein Schimmelpilz und die Eier des Seidenspinners. Als besonders außergewöhnlich empfanden seine Zeitgenossen die Darstellungen des Facettenauges einer Fliege, einer Spinne und einer Milbe. Unter den von Hooke untersuchten Materialien befand sich auch Kork. Für die von ihm unter dem Mikroskop in Kork beobachteten Hohlräume prägte er den Begriff cell für „Zelle“.
Im Sommer des nächsten Jahres beschloss die Royal Society, Hookes Beobachtungen in ihrem Auftrag drucken zu lassen. Sein Werk erhielt den Titel Micrographia und war nach John Evelyns Sylva, or Discourse on Forest Trees das zweite Werk mit der Druckerlaubnis der Royal Society. Unter den sechzig von Hookes „Beobachtungen“ befanden sich einige Spekulationen, von denen sich die Royal Society distanzierte und Hooke aufforderte, dies in einem Vorwort klarzustellen.
Zu diesen Spekulationen gehörte unter anderem Hookes Theorie der Materie. Er mutmaßte, dass die Materie aus unsichtbar kleinen, schwingenden Teilchen aufgebaut sei. Seine These beruhte auf einer Analogie zu dem von Marin Mersenne gefundenen Zusammenhang zwischen der Frequenz und der Tonhöhe einer schwingenden Saite. Wie die von einer Saite erzeugte Frequenz von ihrer Länge, Dicke und Spannung abhängig sei, hinge die Schwingungsfrequenz der Materieteilchen in gleicher Weise von Material, Form und Menge ab. Die unterschiedliche Erscheinungsform fester, flüssiger und gasförmiger Körper erkläre sich aus den unterschiedlichen Schwingungsfrequenzen ihrer Teilchen.

### Astronomie

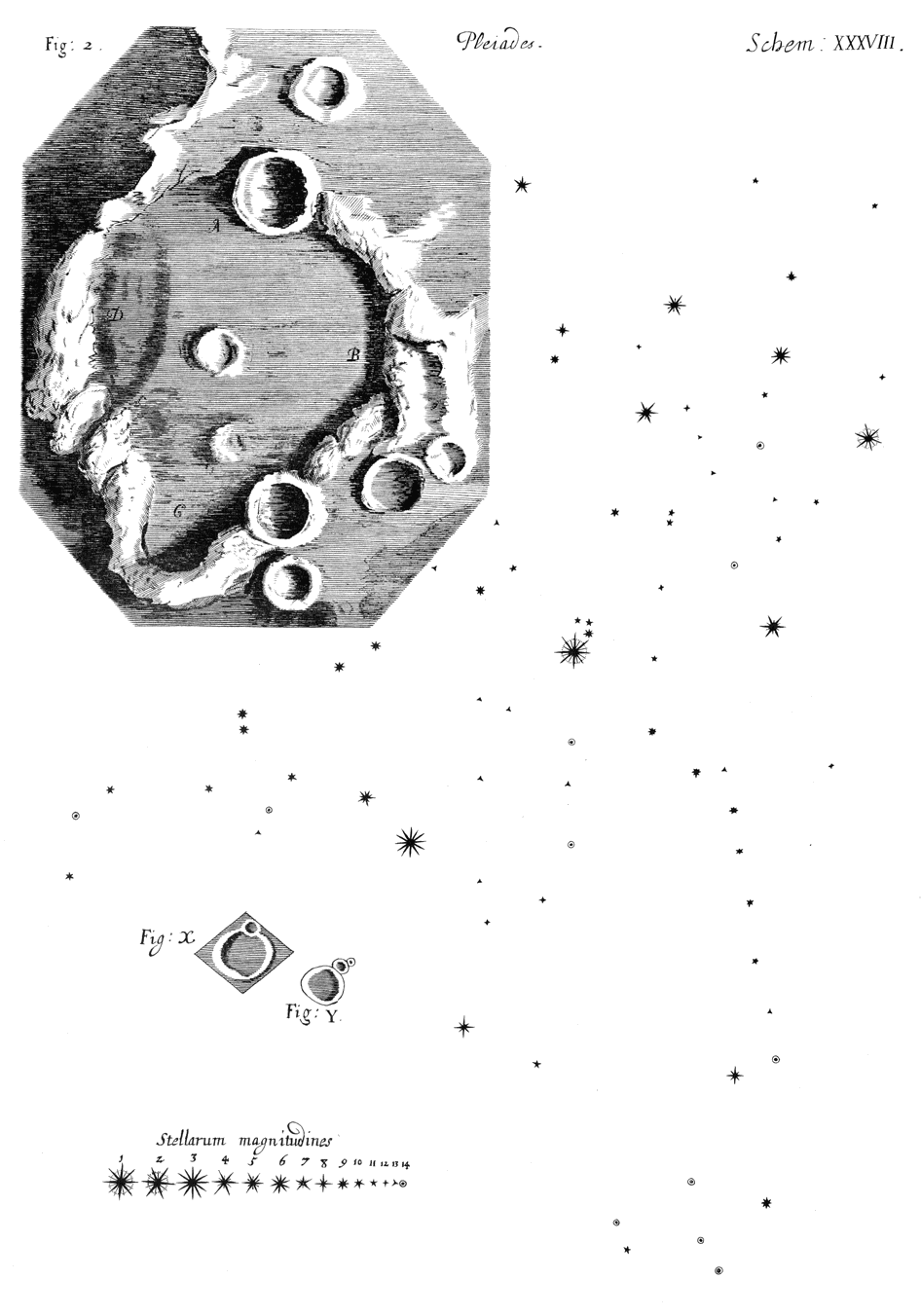
Tafel 38 aus Hookes Micrographia mit der Darstellung des Mondes und der Plejaden.

Hooke war ein aktiver beobachtender Astronom, der zugleich an der Verbesserung der ihm zur Verfügung stehenden Beobachtungsinstrumente, insbesondere der Fernrohre und Geräte zur Winkelmessung, interessiert war. Bereits eine seiner mutmaßlich ersten Schriften, der Discourse of a new Instrument to make more accurate Observations in Astronomy, than ever were yet made aus dem Jahr 1661, die bisher nicht wieder aufgefunden werden konnte, beschäftigte sich mit dieser Thematik.
Im April 1663 beschloss die Royal Society, die Positionen der Sterne des Zodiak genauer zu bestimmen. Hooke war gemeinsam mit Wren für die Vermessung der Sterne im Sternbild Stier verantwortlich. Eine dabei entstandene Zeichnung der Plejaden fand Eingang in sein Werk Micrographia. Er entdeckte einen fünften Trapezstern im Sternbild Orion und untersuchte mit dem Stern Mesarthim im Sternbild Widder einen der ersten je beobachteten Doppelsterne. Am 9. Mai 1664 entdeckte Hooke den Großen Roten Fleck auf dem Jupiter. Er beobachtete dessen Bewegung und schloss, dass der Jupiter wie die Erde um seine Achse rotieren müsse. Giovanni Domenico Cassini konnte kurz darauf die Rotationsdauer des Jupiters abschätzen. Gemeinsam mit Wren untersuchte Hooke in dieser Zeit auch die Bahn des im Dezember 1664 erschienenen Kometen C/1664 W1. Im März 1666 stellte er fest, dass sich die Position einiger Objekte auf dem Mars etwas verschoben hatte. Ihm gelang es damit, bei einem zweiten Planeten dessen Eigenrotation nachzuweisen. Erneut war es Cassini, der kurz darauf die Rotationsperiode abschätzte. Die von Hooke angefertigten Zeichnungen und seine Beobachtungsdaten nutzte Richard Anthony Proctor mehr als zweihundert Jahre später bei seiner neuen Ermittlung der Dauer des Marstages.
In der sechzigsten und letzten „Beobachtung“ der Micrographia mit dem Titel Of the Moon (Über den Mond) schrieb Hooke seine Gedanken zur Entstehung der mit Kratern bedeckten Mondoberfläche nieder. Er entwickelte dazu zwei Thesen und versuchte, diese mit Laborexperimenten zu bestätigen. Seine erste These führte die beobachtbare Gestalt der Mondoberfläche auf vulkanische Aktivität zurück, die zweite erklärte sie mit Einschlägen von Objekten auf dem Mond. Die von Hooke durchgeführten Experimente ließen beide Erklärungen gleichermaßen zu. Da er sich jedoch nicht erklären konnte, woher auf den Mond einschlagende Objekte stammen könnten, verwarf er die zweite These. Er spekulierte in diesem Zusammenhang ebenfalls darüber, ob die Erdoberfläche ähnlich geformt sein könnte.
Hookes Bemühungen, die Sternparallaxe nachzuweisen und damit einen experimentellen Beweis für die Bewegung der Erde um die Sonne zu liefern, reichen bis in den Sommer 1666 zurück. Am 22. Oktober 1668 berichtete er der Royal Society, dass er im Gresham College zu diesem Zweck ein Zenitteleskop errichtet habe. Hooke bezeichnete dieses Teleskop in Anspielung auf Archimedes’ Ausspruch, dass er mit einem Hebel die Erde bewegen könne, als „Archimedean Engine“. Für seine Beobachtungen wählte er den in London im Zenit stehenden Stern γ Draconis aus. Aus vier vom Juli 1669 bis Oktober 1670 vorgenommenen Messungen leitete er in seinem An attempt to prove the motion of the earth from observations eine Parallaxe von 30 Bogensekunden ab – ein Wert, der, wie sich viele Jahre später herausstellte, viel zu groß war, aber lange Zeit als Nachweis der Sternparallaxe anerkannt wurde.
Hooke konstruierte ein Helioskop, ein Teleskop zur Sonnenbeobachtung, in welchem Glasscheiben und -prismen das Sonnenlicht dämpfen. Eine seiner nicht umgesetzten Ideen sah vor, ein äquatorial montiertes Teleskop durch eine Pendeluhr steuern zu lassen, um so bei Beobachtungen die Rotation der Erde auszugleichen.

### Wetterkunde

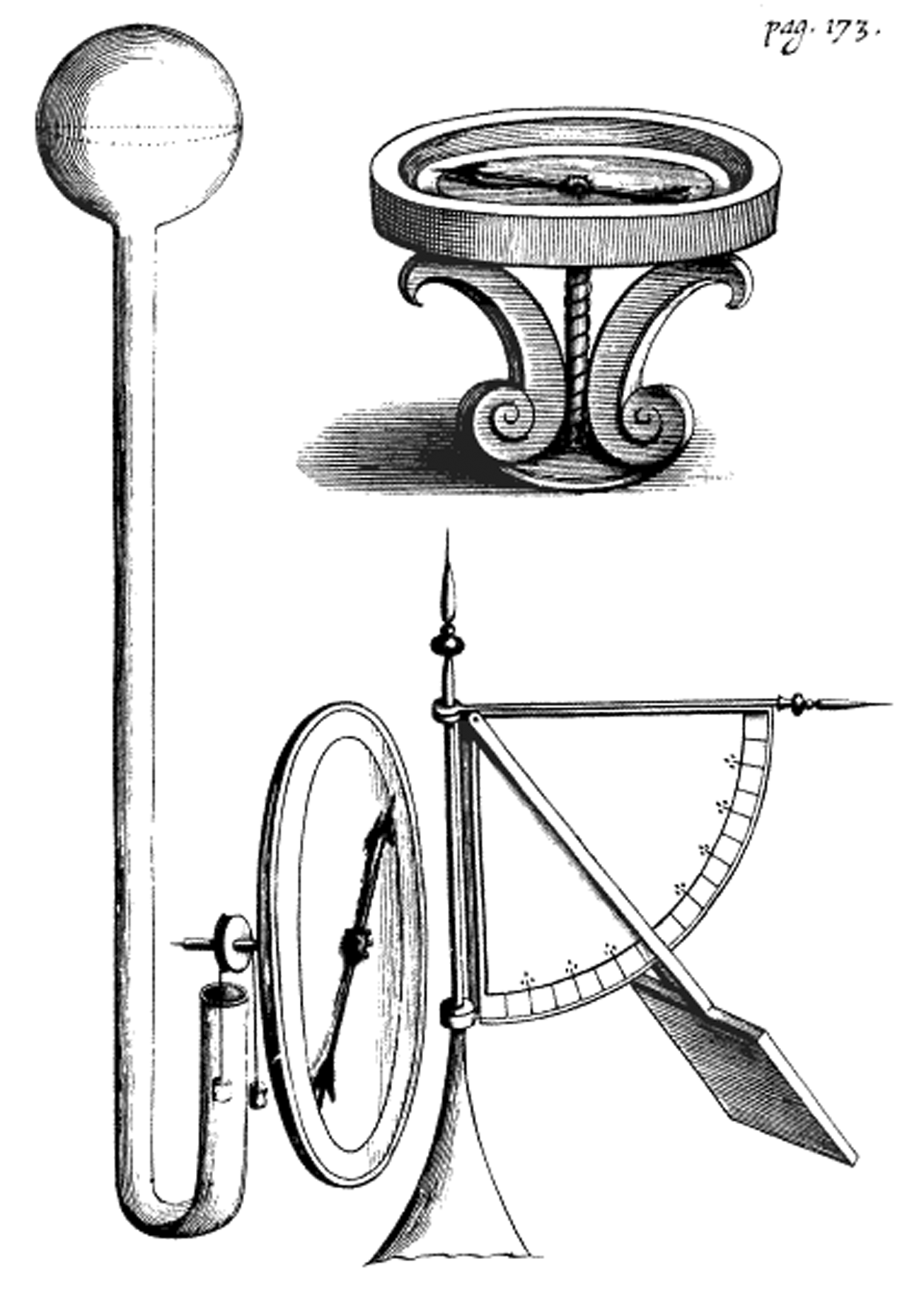
Von Robert Hooke um 1663 für seine meteorologischen Messungen konstruierte Instrumente: ein Radbarometer, ein Hygrometer und ein Windmesser.

Am 2. September 1663 beauftragte die Royal Society Hooke, täglich Wetteraufzeichnungen vorzunehmen. Die Mitglieder der Royal Society erhofften sich, auf deren Grundlage Methoden für eine Wettervorhersage entwickeln zu können. Bereits einen Monat später stellte Hooke seine Methode zur Wetterbeobachtung vor, die alle Grundzüge der modernen Meteorologie beinhaltet.
Hooke verbesserte oder erfand zahlreiche meteorologische Instrumente. In seinem Werk Micrographia hatte er ein Verfahren für eine Temperaturskala vorgeschlagen, bei dem der Nullpunkt auf den Gefrierpunkt von Wasser festgelegt wurde. Nach einer erfolgreichen Demonstration des Verfahrens Anfang 1665, legte die Royal Society Hookes Verfahren als Standard bei ihren Temperaturmessungen zugrunde. Das von Hooke entwickelte Radbarometer übertrug Luftdruckänderungen mit Hilfe eines auf einer Quecksilbersäule schwimmenden Gewichtes auf einen Zeiger und ermöglichte so ein leichtes Ablesen des Wertes. In seiner Micrographia beschrieb er außerdem ein Hygrometer, das gleichfalls ein Zeigerinstrument war und zur Messung die hygroskopisch bedingte Längenänderung der Grannen des Wilden Hafers verwendete. Es funktionierte damit ähnlich wie die später verbreiteten Haarhygrometer. Ein durch Hooke verbesserter Windmesser, der die Auslenkung einer Windplatte nutzte, war fast 200 Jahre lang das am weitesten verbreitete Gerät zur Bestimmung der Windgeschwindigkeit.
Seit Ende 1663 arbeiteten Wren und Hooke gemeinsam an einer „Wetteruhr“, die von einer Pendeluhr gesteuert meteorologische Daten aufzeichnen sollte und deren Entwicklung sich über viele Jahre hinzog. Erst am 29. Mai 1679 konnte Hooke der Royal Society ein von ihm konstruiertes Exemplar vorstellen. Diese erste automatische Wetterstation zeichnete Windrichtung, Windgeschwindigkeit, Niederschlagsmenge, Temperatur, Luftfeuchtigkeit und Luftdruck auf Papierstreifen auf.

### Geologie
Bereits in seiner Kindheit war Hooke an der durch Erosion geprägten Küste der Isle of Wight herumgestreift und hatte sich für die in die Kalksteinfelsen eingelagerten Fossilien interessiert. Um nach dem Tod seiner Mutter im Juni 1665 einige Familienangelegenheiten zu klären, hielt er sich von Anfang Oktober 1665 bis Januar 1666 nach längerer Abwesenheit wieder auf der Insel auf. Diese Zeit nutzte er, um die geologische Beschaffenheit der Insel zu studieren und Fossilien zu sammeln. 1667 begann er vor der Royal Society mit einer Vortragsreihe über Geologie, die sich mit Unterbrechungen über mehr als dreißig Jahre erstreckte und die als Discourses of Earthquakes (Reden über Erdbeben) 1705 in seinen nachgelassenen Schriften veröffentlicht wurden.
Anders als für fast alle seine Zeitgenossen waren für Hooke Fossilien keine Laune der Natur, sondern versteinerte Lebewesen. Da einige der von ihm untersuchten Fossilien keinem der existierenden Lebewesen ähnelten, zog er es in Betracht, dass es sich um ausgestorbene Lebewesen handeln müsse. Er spekulierte darüber, ob Veränderungen von Klima, Erdreich und Ernährung zur Bildung neuer Arten führen könnten. Hooke wurde durch seine Beobachtungen klar, dass die Erde älter sein müsse als das vom Theologen James Ussher abgeleitete Alter von etwa 6000 Jahren und dass die Dauer der biblischen Sintflut viel zu kurz war, um die geologische Gestalt der Erde zu erklären. Da Fossilien nach seinem Verständnis durch Sedimentationsprozesse im Meer entstanden, suchte er nach Prozessen, die das Anheben dieser Schichten erklären könnten, und hielt Erdbeben für eine mögliche Erklärung. Hooke mutmaßte weiterhin, dass es einen zyklischen Austausch von Land und Meergebieten gäbe. Er nahm an, dass die mit Polwanderung der Erdachse verbundene Änderung der Polfluchtkraft für diesen Gebietsaustausch sorgen würde.
Ellen T. Drake, die Hookes geologische Vorstellungen untersuchte, geht davon aus, dass seine Überlegungen Einfluss auf Nicolaus Steno und James Hutton hatten, die beide als „Vater der Geologie“ bezeichnet werden. Arthur Percival Rossiter nannte ihn 1935 gar den „ersten englischen Geologen“.

## Stadtvermesser und Architekt

Das an den Großbrand von London erinnernde Monument wurde von Hooke entworfen.

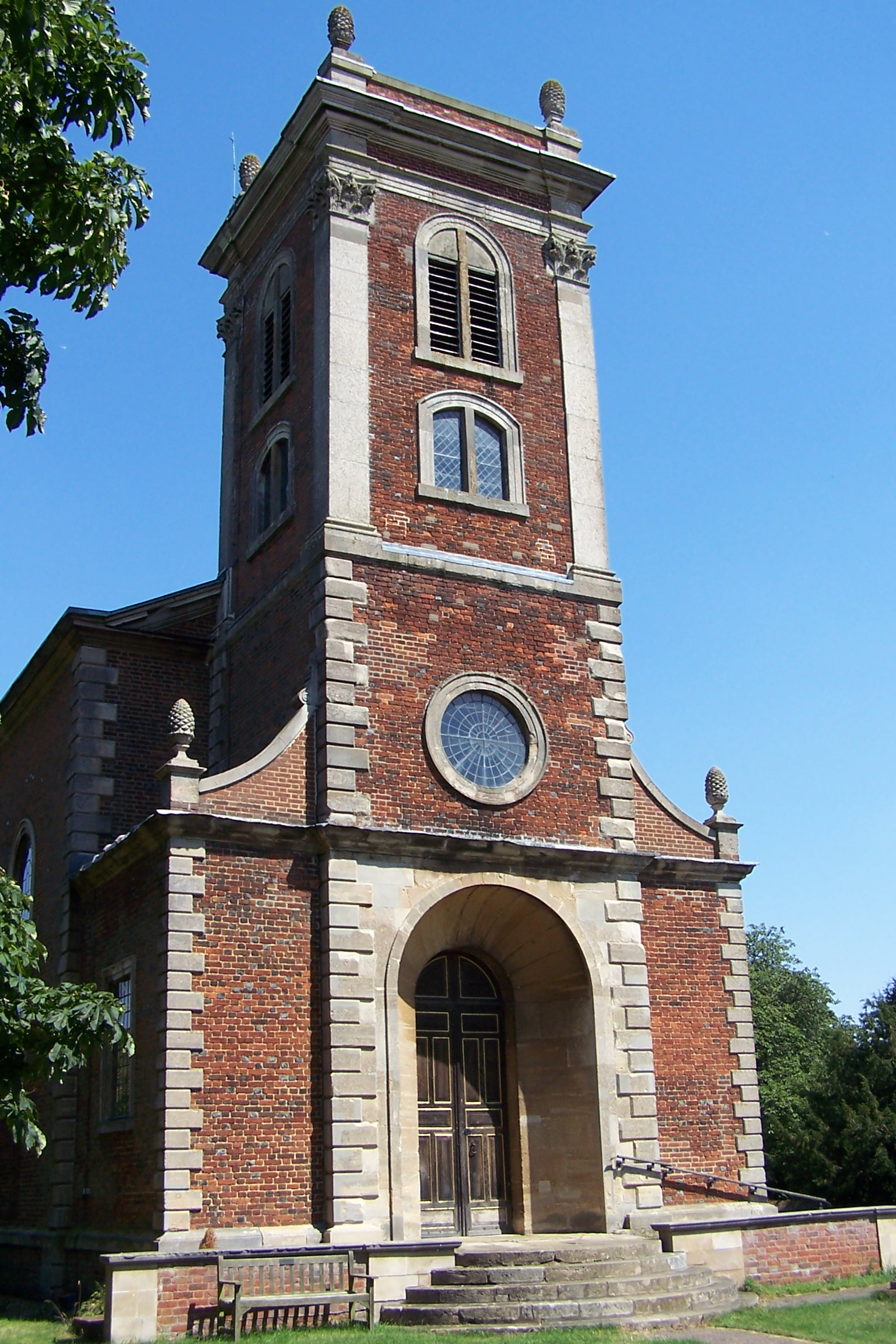
Die Willen Parish Church ist eines der wenigen von Hooke entworfenen Gebäude, die überdauert haben.

Anfang September 1666 wurden bei einem dreitägigen Großbrand 80 Prozent der City of London zerstört. Bereits am 19. September 1666 stellte Hooke ein „Modell“ für den Wiederaufbau der Stadt vor. Sein Plan wurde wie fünf weitere jedoch aus Kosten- und Zeitgründen verworfen. Die Stadt London berief ihn am 4. Oktober 1666 in eine sechsköpfige Kommission für den Wiederaufbau. Deren erste Aufgabe war es, Empfehlungen für die schon seit 1662 diskutierte Verbreiterung der Straßen und die Beseitigung von Gassen auszusprechen. Ab dem 31. Oktober 1666 begann die Kommission, Bauvorschriften zu erarbeiten, und widmete sich den mit dem Wiederaufbau verbundenen Regularien. Es folgten zahlreiche Beratungen der Kommission mit der City und dem Privy Council. Hooke untersuchte in dieser Zeit im Auftrag der Royal Society die Belastbarkeit der aus verschiedenen Lehmerden angefertigten Ziegel, aus denen die neuen Häuser errichtet werden sollten. Am 8. Februar 1667 gab König Karl II. seine Zustimmung zum ersten Wiederaufbaugesetz (Rebuilding Act) und bestätigte die auch von Hooke ausgearbeiteten neuen Bauvorschriften, behielt sich aber seine Zustimmung zu den geplanten Straßenverbreiterungen vor. Die entsprechenden Gesetze über die Straßenverbreiterungen legte der Court of Common Council am 13. März 1667 vor und beschloss am gleichen Tag mit Peter Mills (1598–1670), Edward Jerman (um 1605–1668), Hooke und John Oliver (1616/1617–1701) vier Landvermesser zu bestellen. Am nächsten Tag wurden Hooke und Mills vor dem Court of Aldermen vereidigt. Jerman übte die Tätigkeit des Landvermessers nie aus. Die Vereidigung von Oliver fand erst am 28. Januar 1668 statt.
Hooke und Mills begannen am 27. März 1667 in der Fleet Street mit dem Abstecken neuer Straßen. Mit dieser Arbeit wurden sie innerhalb der folgenden neun Wochen größtenteils fertig. Ein am 29. April 1667 verabschiedetes Gesetz des Common Council legte schließlich die Pflichten aller Bewohner fest, die ihre Häuser wiedererrichten wollten. Hooke und Mills waren für die Vermessung des Baugrundes verantwortlich und nahmen die vom Common Council auferlegten, für den Wiederaufbau fälligen Gebühren entgegen. Diese Gebühren wurden in Tagesbüchern (day books) verzeichnet, deren Einträge sich über den Zeitraum vom 13. Mai 1667 bis zum 28. Juli 1696 erstrecken und 8394 Neugründungen dokumentieren. Der Großteil der Vermessungstätigkeit war Ende 1671 abgeschlossen, als 95 Prozent des Baugrunds vermessen waren. Eine weitere Verpflichtung Hookes und der anderen Vermesser bestand darin, einen angemessenen Geldbetrag für durch Straßenverbreiterungen oder andere Wiederaufbaumaßnahmen erlittene Landverluste der Eigentümer festzulegen und zu beurkunden. Ab dem 31. März 1669 mussten Hooke und Mills daher an den wöchentlichen Treffen des in Streitfragen zuständigen City Lands Committee teilnehmen.
1670 wurde der City Churches Rebuilding Act verabschiedet, in dem die Wiedererrichtung von 51 Parish-Kirchen festgelegt wurde. Christopher Wren, der für die Durchführung verantwortlich war, beschäftigte Hooke daher zusätzlich zu dessen bereits bestehenden Verpflichtungen als „First Officer“ seines Architekturbüros. Hooke überwachte gemeinsam mit Wren den Baufortschritt und begann selbst erste Bauten zu entwerfen. Dazu zählen unter anderem das Monument to the Great Fire of London, das Royal College of Physicians, das Bethlem Royal Hospital sowie zahlreiche Privathäuser.

## Kontroversen

### Über die Ursache der Farben
Anfang 1672 lenkte Isaac Barrow die Aufmerksamkeit der Royal Society auf seinen Schützling Isaac Newton und stellte dessen neuartiges Spiegelteleskop vor. Einen knappen Monat später erhielt Henry Oldenburg einen Brief von Newton, in dem dieser seine Ideen über die Natur des Lichtes, die Brechung und die Farben darstellte. Newton führte darin aus, dass weißes Licht eine Mischung aus allen Regenbogenfarben ist, das beim Durchgang durch ein optisches Prisma infolge der unterschiedlich starken Brechung der einzelnen Anteile in Farben aufgespalten wird. Außerdem war Newton der Auffassung, dass Licht aus kleinen Teilchen bestünde und sich nicht als Welle ausbreitete. Hooke und andere wurden aufgefordert, ihren Kommentar zu Newtons Brief abzugeben, allerdings kam nur Hooke eine Woche später dieser Aufforderung nach.
In seinem Werk Micrographia beschrieb Hooke Farberscheinungen und farbige Ringe, die er beim Mineral Muskovit, an Austernschalen und weiteren dünnen Schichten beobachtet hatte, und die ebenfalls entstanden, wenn er zwei Glasstücke aneinanderpresste. Er führte dort auch aus, wie die dabei beobachteten Farben entstehen. In seiner Kritik wiederholte Hooke die schon in der Micrographia angeführte These, dass „Licht nichts anderes als eine Stoßwelle ist, die sich durch ein homogenes, gleichförmiges und transparentes Medium fortpflanzt, und dass Farbe nichts als die Störung dieses Lichtes […] durch Brechung ist.“ Newtons Brief wurde in den Philosophical Transactions veröffentlicht, Hookes Kommentar jedoch nicht. Der von der harschen Kritik überraschte und erregte Newton schickte nach mehreren Entwürfen und auf Drängen Oldenburgs seine Entgegnung, in der er Hooke scharf zurechtwies und ihm mangelndes Verständnis vorwarf, schließlich drei Monate später an die Royal Society. Der am 12. Juni 1672 vor der Royal Society verlesene und anschließend in den Philosophical Transactions veröffentlichte Brief Newtons war der Ausgangspunkt einer viele Jahre anhaltenden Spannung zwischen Hooke und Newton.
1675 erbat sich Newton bei der Durchführung eines kritischen Experimentes, dessen Ergebnis einer seiner weiteren Kritiker, der Jesuit Francis Linus (1595–1675), in Frage stellte, die Unterstützung der Royal Society. Falls gewünscht würde er der Gesellschaft eine weitere Arbeit über seine Farbentheorie übersenden. Anfang Dezember 1675 schickte Newton eine Abhandlungen mit dem Titel Eine Hypothese zur Erklärung der Eigenschaften des Lichtes, wie sie in meinen verschiedenen Aufsätzen diskutiert wurde an Oldenburg. Diese wurde am 9. und 16. Dezember 1675 verlesen. Gegen Ende der Abhandlung nahm Newton auf ein von Hooke im Frühjahr beobachtetes neuartiges Lichtphänomen Bezug, das Hooke als „Inflexion“ – also Beugung – bezeichnete. Newton sah darin nur eine andere Form der Brechung und zweifelte überdies die Neuigkeit der Beobachtung an, da das Phänomen schon zehn Jahre früher von Francesco Maria Grimaldi beschrieben worden sei. Hooke, der sich erneut von Newton angegriffen fühlte, tat der versammelten Gesellschaft kund, dass alles Wichtige bereits in seiner Micrographia stünde und Newton nur ein paar Einzelheiten weiter ausgearbeitet habe. Oldenburg berichtete umgehend Newton davon und verlas dessen Reaktion auf Hookes Bemerkung am 20. Januar 1676 vor der Royal Society. Hooke, so Newton, habe nur René Descartes’ Lichttheorie etwas ausgeschmückt. Seine Theorie sei hingegen völlig eigenständig und er „möge deshalb nachweisen, dass die von mir verfasste Hypothese nicht nur im Ergebnis – wie er unterstellt –, sondern in allen Teilen seiner Micrographia ist. Dann solle er aber auch bitte nachweisen, was von ihm selbst stammt.“ Der von Newtons scharfem Ton überraschte Hooke vermutete, dass Oldenburg seine Reaktion falsch dargestellt hatte, und wandte sich noch am gleichen Tag in einem Brief an Newton. Er würdigte darin ausdrücklich Newtons Verdienste und bat ihn um einen direkten, privaten Austausch ihrer naturphilosophischen Gedanken. Newton antwortete höflich, würdigte seinerseits Hookes Beiträge zur Optik, betonte jedoch seine eigene Leistung: „Wenn ich weiter geblickt habe, so deshalb, weil ich auf den Schultern von Riesen stehe.“

### Über die Erfindung der federgetriebenen Uhr
Am 18. Februar 1675 verlas Oldenburg vor der Royal Society einen Ausschnitt aus einem Brief von Christiaan Huygens, der sogleich für die Veröffentlichung in den Philosophical Transactions bestimmt wurde. Huygens kündigte darin an, dass er eine neuartige, kompakte Uhr mit einer Federunruh erfunden habe, die eine bisher unerreichte Ganggenauigkeit aufweise. Hooke, der bereits am Vortag von diesem Brief erfahren hatte, reagierte heftig und reklamierte die Priorität dieser Erfindung für sich. Er habe bereits in den 1660er Jahren den Mitgliedern der Gesellschaft einige von einer Spiralfeder angetriebene Uhren vorgestellt.
Die Entwicklung genauer, gegen äußere Einflüsse unempfindlicher Uhren war ein wichtiger Schritt, um das Problem der Bestimmung der geografischen Länge von Schiffen auf den Ozeanen zu lösen. Hooke hatte nach eigenen Angaben bereits 1658 eine verbesserte Pendeluhr entwickelt, von der er der Meinung war, dass sie zur Lösung dieses Problems beitragen würde. Ende 1663 oder Anfang 1664 kam es zu einem von Boyle arrangierten Treffen mit Moray und Brouncker, bei dem die Konditionen für ein Patent für Hookes Pendeluhr ausgehandelt werden sollte. Hooke sagten jedoch die vorgeschlagenen Bedingungen nicht zu, da nicht das von ihm entwickelte Grundprinzip geschützt werden sollte, sondern jede weitere Verbesserung gleichfalls Patentanspruch genießen würde. Huygens ließ sich 1657 eine Pendeluhr patentieren, die gegenüber herkömmlichen Uhren eine deutlich verbesserte Ganggenauigkeit aufwies. Als Huygens 1661 in London weilte, interessierte sich die Royal Navy für seine Erfindung und experimentierte vier Jahre lang mit dessen Pendeluhr. Einer verbesserten Version von Huygens Pendeluhr wurde 1665 ein durch Robert Moray ausgehandeltes Patent zugesprochen. Die daraus erwachsenen Einkünfte teilte sich Huygens mit der Royal Society.
Henry Oldenburg, Sekretär der Royal Society und langjähriger Korrespondent Huygens, setzte sich vehement dafür ein, dass Huygens ein englisches Patent für seine neuartige Uhr erteilt würde. Hooke hatte, unmittelbar nachdem ihm Huygens Brief bekannt war, gemeinsam mit dem Londoner Uhrmacher Thomas Tompion begonnen, eine nach seinen Ideen arbeitende Uhr mit Federunruh herzustellen. Im April 1675 vermittelte Jonas Moore (1617–1679), der als Surveyor-General of the Ordnance die Verantwortung für die englische Militärforschung und -entwicklung trug, Hooke und Tompion eine Audienz beim englischen König, bei der sie ihm den Prototyp der Uhr vorstellten. Die dem König vorgestellte Uhr trug die Inschrift „R. Hooke invenit 1658. T. Tompion fecit 1675.“, erfunden durch R. Hooke 1658 und hergestellt durch T. Tompion 1675. Oldenburg drängte Huygens daraufhin, eine funktionsfähige Musteruhr nach England zu entsenden. Das von Huygens im Juni an Brounker geschickte Exemplar erwies sich als unzuverlässig, aber auch Hooke und Tompion mussten immer wieder Korrekturen an der vom König getesteten Uhr vornehmen.
Um seinen Prioritätsanspruch nachzuweisen, nahm Hooke Einsicht in die Akten der Royal Society, konnte aber darin die von ihm durchgeführten Demonstrationen seiner federgetriebenen Uhr nicht finden. Er verdächtigte Oldenburg der Manipulation und des Verrats und tat dies in seinen Cutler-Vorlesungen Helioscopes und Lampas öffentlich kund. Der Council der Royal Society, der durch die Patentstreitigkeit ihren Ruf gefährdet sah, unterstützte Oldenburg und rügte sowohl Hooke als auch John Martyn, den Drucker der Royal Society. Als Hooke nach Oldenburgs Tod im Herbst 1677 zum Sekretär der Royal Society gewählt wurde, konnte er Einsicht in Oldenburgs Korrespondenz nehmen. Er fand darin zwei Briefe aus dem Jahr 1665, einen von Huygens an Oldenburg sowie einen von Moray an Huygens, aus denen hervorging, dass Huygens von beiden wichtige Informationen über Hookes Uhrenexperimente erhielt.

### Über die Beschreibung der Planetenbewegung
Für Hooke verkörperte die Schwerkraft eines der universellsten Prinzipien. Bereits bei einem seiner ersten als Kurator der Royal Society Ende 1662 durchgeführten Experimente untersuchte er, ob bei einem in unterschiedlichen Höhen befindlichen Körper ein Gewichtsunterschied messbar sei, konnte jedoch keinen nachweisen. Etwas mehr als drei Jahre später wiederholte er ähnliche Experimente in einem tiefen Brunnen bei Banstead in der Grafschaft Sussex, erneut ergebnislos. Eine ebenfalls 1666 entstandene Idee Hookes, mit Hilfe der Schwingungsdauer eines Pendels eine Höhenabhängigkeit der Schwerkraft nachzuweisen, führte zu keinem messbaren Resultat.
Als Astronom interessierte Hooke, wie sich die beobachtbaren Bewegungen der Himmelskörper erklären lassen. Am 23. Mai 1666 schlug er den versammelten Mitgliedern eine Deutung für die von Johannes Kepler beschriebenen Planetenbahnen vor. Die Bewegung der Planeten könne man sich als Überlagerung einer trägen geradlinigen Bewegung mit einer zum Zentrum der Sonne gerichteten Krümmung infolge der Anziehungskraft der Sonne vorstellen. In seiner Cutler-Vorlesung von 1674 konkretisierte Hooke seine Vorstellung über das Wirken der Gravitation weiter. Die Wirkung zwischen den Himmelskörpern erfolge unmittelbar und sie sei umso stärker, je näher sie einander seien.
Ende November 1679 nahm Hooke in seiner Eigenschaft als neuer Sekretär der Royal Society erneut Kontakt mit Newton auf und ersuchte ihn, die frühere Korrespondenz mit der Gesellschaft wiederaufzunehmen. Beiläufig fragte Hooke Newton, was dieser von seiner These, der Zusammensetzung der Planetenbewegung aus einer Tangentialbewegung und Anziehungsbewegung zum Zentralkörper, halte. Newton antwortete, er hätte von Hookes These keinerlei Kenntnis und sei momentan an keinem naturphilosophischen Gedankenaustausch interessiert. Trotz Newtons anfänglich ablehnender Haltung entwickelte sich zwischen dem 24. November 1679 und dem 3. Dezember 1680 ein sieben Briefe umfassender Gedankenaustausch, der zu den einflussreichsten in der Geschichte der Physik zählt und in dessen Verlauf Hooke Newton am 6. Januar 1680 mitteilte „Meine Annahme ist jedoch, daß sich die Anziehung reziprok quadratisch zur Entfernung vom Zentrum verhält […]“.
Im Januar 1684 trafen sich Hooke, Wren und Halley im Anschluss an ein Treffen der Royal Society in einem Londoner Kaffeehaus und diskutierten die Frage, ob die elliptische Form der Planetenbahnen durch eine Kraft bewirkt werden könne, die mit dem Quadrat des Abstands von der Sonne abnimmt. Hooke behauptete beiden gegenüber, dass er dies beweisen könne. Als Halley ein halbes Jahr später bei Newton in Cambridge zu Gast war, stellte er ihm die Frage, welche Form die Planetenbahnen unter der Wirkung einer solchen Kraft habe. Newton antwortete unverzüglich „eine Ellipse“ und teilte Halley mit, dass er eine diesbezügliche Berechnung durchgeführt habe. Er versprach Halley, ihm diese zuzusenden. Im November erhielt Halley Newtons neunseitige Abhandlung De motu corporum in gyrum (Über die Bewegung von Körpern auf einer Bahn), die ein Vorläufer von Newtons im Sommer 1687 erschienenem Hauptwerk Principia Mathematica ist. Halley, der den Druck von Newtons Principia finanzierte und die Drucklegung überwachte, teilte ihm im Mai 1686 mit, dass Hooke eine angemessene Erwähnung für seine Entdeckung erwarte. In seinen Briefen an Halley nannte Newton mehrere Argumente, um zu begründen, warum er Hooke die gewünschte Anerkennung versage, und aus seinem Manuskript tilgte er alle Stellen, in denen er noch mit Hochachtung auf Hooke Bezug genommen hatte.

### Über die Genauigkeit teleskopischer Beobachtungen
Ende 1685 kulminierte mit dem Rücktritt der für die Philosophical Transactions verantwortlichen ehrenamtliche Sekretäre Francis Aston (1644–1715) und Tancred Robinson (um 1657–1748) der seit Jahren schwelende Streit zwischen Hooke und Johannes Hevelius um den Nutzen freiäugiger astronomischer Beobachtungen. Nachdem Hooke 1668 ein Exemplar von Hevelius’ Cometographia erhalten hatte, standen beide miteinander in Kontakt. Im Gegenzug schickte ihm Hooke eine Beschreibung seines Fernrohres. Er versuchte Hevelius, der ausschließlich mit dem bloßen Auge beobachtete, davon zu überzeugen, dass die Genauigkeit teleskopischer Beobachtungen um ein Vielfaches höher ist. 1673 veröffentlichte Hevelius sein Werk Machina Celestis, in welchem er seine Beobachtungsinstrumente beschrieb und das einen Teil seiner jahrzehntelangen Beobachtungsergebnisse enthielt. Sein Werk wurde von vielen Mitgliedern der Royal Society, darunter Edmond Halley, mit Bewunderung aufgenommen. Hooke hingegen übte in seiner Cutler-Vorlesung Animadversions on the First Part of the Machina Coelestis des folgenden Jahres scharfe Kritik an Hevelius’ Werk. Am 17. Januar 1674 demonstrierte er den Mitgliedern der Royal Society, dass das menschliche Auge nur Winkelabstände von etwa einer Winkelminute auflösen kann. Hevelius hingegen behauptete, seine mit bloßen Augen gemachten Beobachtungen würden eine Genauigkeit von einigen Winkelsekunden aufweisen. Im Herbst 1685 erschien in den Philosophical Transactions eine anonyme, wahrscheinlich von John Wallis verfasste, Besprechung von Hevelius letztem Werk Annus Climactericus. Die Besprechung enthielt Auszüge aus zahlreichen Briefen Hevelius, in denen dieser Hookes Kompetenz als Astronom offen in Frage stellte. Die persönlichen Angriffe auf Hooke und deren Veröffentlichungen in den Philosophical Transactions führten schließlich zum Eklat, in dessen Folge Edmond Halley als bezahlter Clerk der Royal Society angestellt und mit der Herausgabe der Philosophical Transactions betraut wurde.

## Letzte Jahre
Die Prioritätsstreitigkeiten ließen Hooke vorsichtiger werden. So verschlüsselte er beispielsweise die einzige heute noch mit seinem Namen verbundene Entdeckung 1676 am Ende seiner Abhandlung A Description of Helioscopes als folgendes Anagramm „ceiiinosssttuu“. Erst zwei Jahre später legte er in Lectures de Potentia Restitutiva den Wortlaut des hookeschen Gesetzes offen: „ut tensio sic vis“ – wie die Dehnung, so die Kraft. Ende 1682 ließ sich Hooke von seinen Pflichten als Sekretär der Royal Society entbinden, war aber bis 1699 noch mehrfach Mitglied des Councils. 1681 erfand er die Irisblende und erdachte 1684 ein System zur optischen Übermittlung von Nachrichten.
1687 starb Hookes Nichte Grace, die ihm seit fast 15 Jahren den Haushalt geführt hatte und seine Geliebte war. Ihr Tod bewirkte einen tiefgreifenden Wandel seiner Persönlichkeit. Der gepflegte, umgängliche und weltoffene Hooke wurde melancholisch und zynisch. Nach der Glorious Revolution von 1688/1689 musste er außerdem mit ansehen, wie seine Widersacher Newton und Huygens immer mehr an Einfluss gewannen. Für seine Mitwirkung an der Errichtung des Almshouses Aske’s Hospital in Hoxton wurde Hooke vom Erzbischof von Canterbury John Tillotson (1630–1694) der Titel eines Doktors der Medizin zuerkannt. Den dafür notwendigen Eid legte er am 7. Dezember 1691 vor Charles Hedges (1650–1714) in Doctors’ Commons ab. Bis zuletzt setzte er seine Vorlesungstätigkeit sporadisch fort. Die Inhalte seiner Diskurse wurden jedoch zunehmend metaphysischer. 1692 referierte Hooke über den Turmbau zu Babel und im darauf folgenden Jahr über Ovids Metamorphosen. 1693 beendete er schließlich seine Tätigkeit für Wren, da er die Baugerüste nicht mehr erklettern konnte.
In den letzten Monaten vor seinem Tod verschlechterte sich der Zustand von Hookes Gesundheit, die in den vergangenen Jahren durch seine lediglich aus Milch und Gemüse bestehende Ernährung und die fortlaufende Selbstmedikation ohnehin gelitten hatte, zusehends. Er verstarb am 3. März 1703 in seinen Räumen im Gresham College. Sein Freund Robert Knox und sein Assistent Harry Hunt (1635–1713) bahrten den Leichnam auf und versiegelten seine Räume, um Diebstahl zu verhindern. Hooke wurde in der St. Helens Church in der Bishopsgate Street beerdigt. Seine Überreste wurden 1891 gemeinsam mit denen von etwa 300 weiteren Personen in ein Massengrab auf dem Friedhof der Stadt London in Manor Park umgebettet, als der Fußboden der Kirche erneuert wurde.

## Rezeption und Nachwirkung

### Rehabilitation

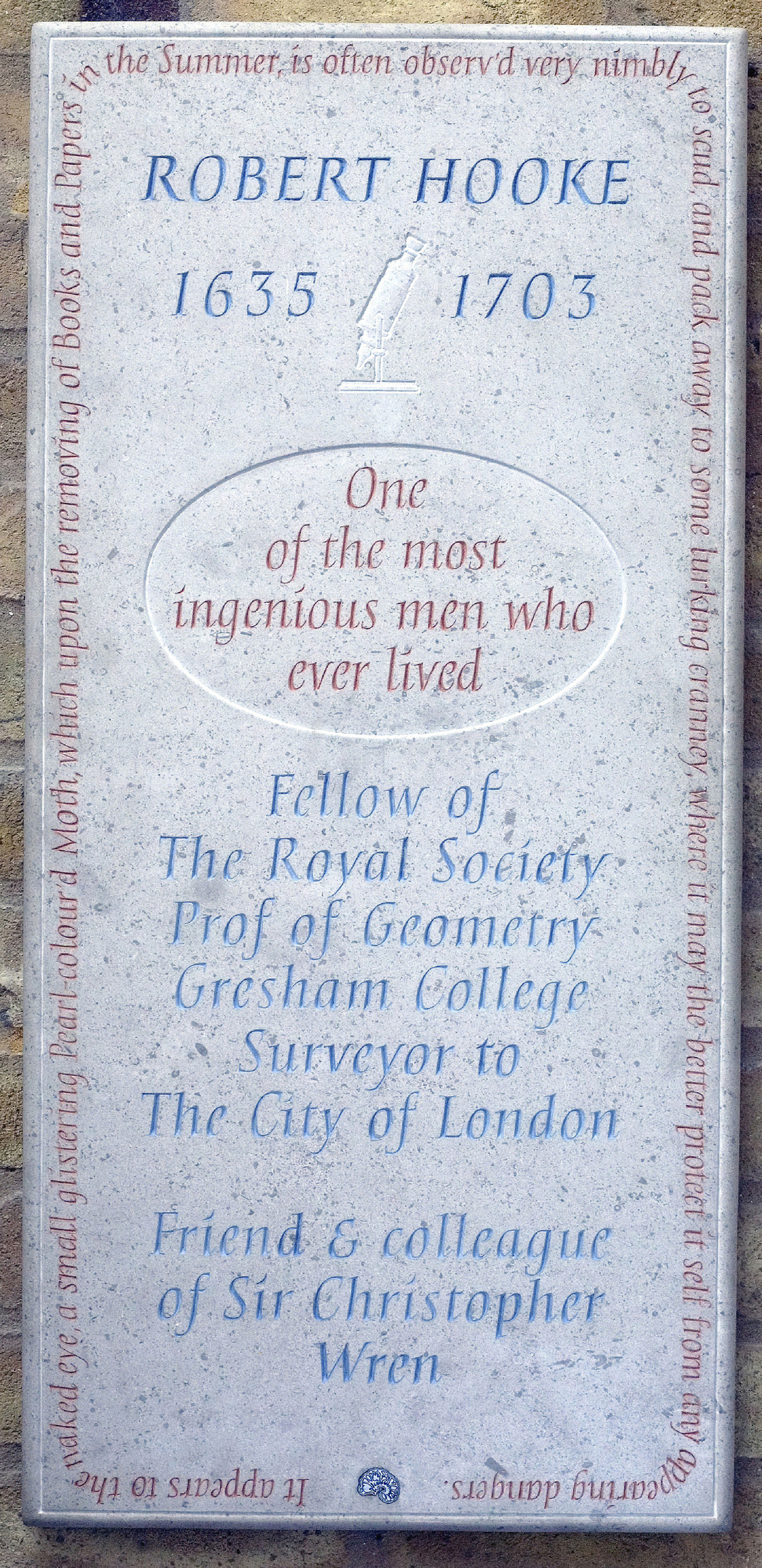
Hooke-Denkmal in der St Paul’s Cathedral

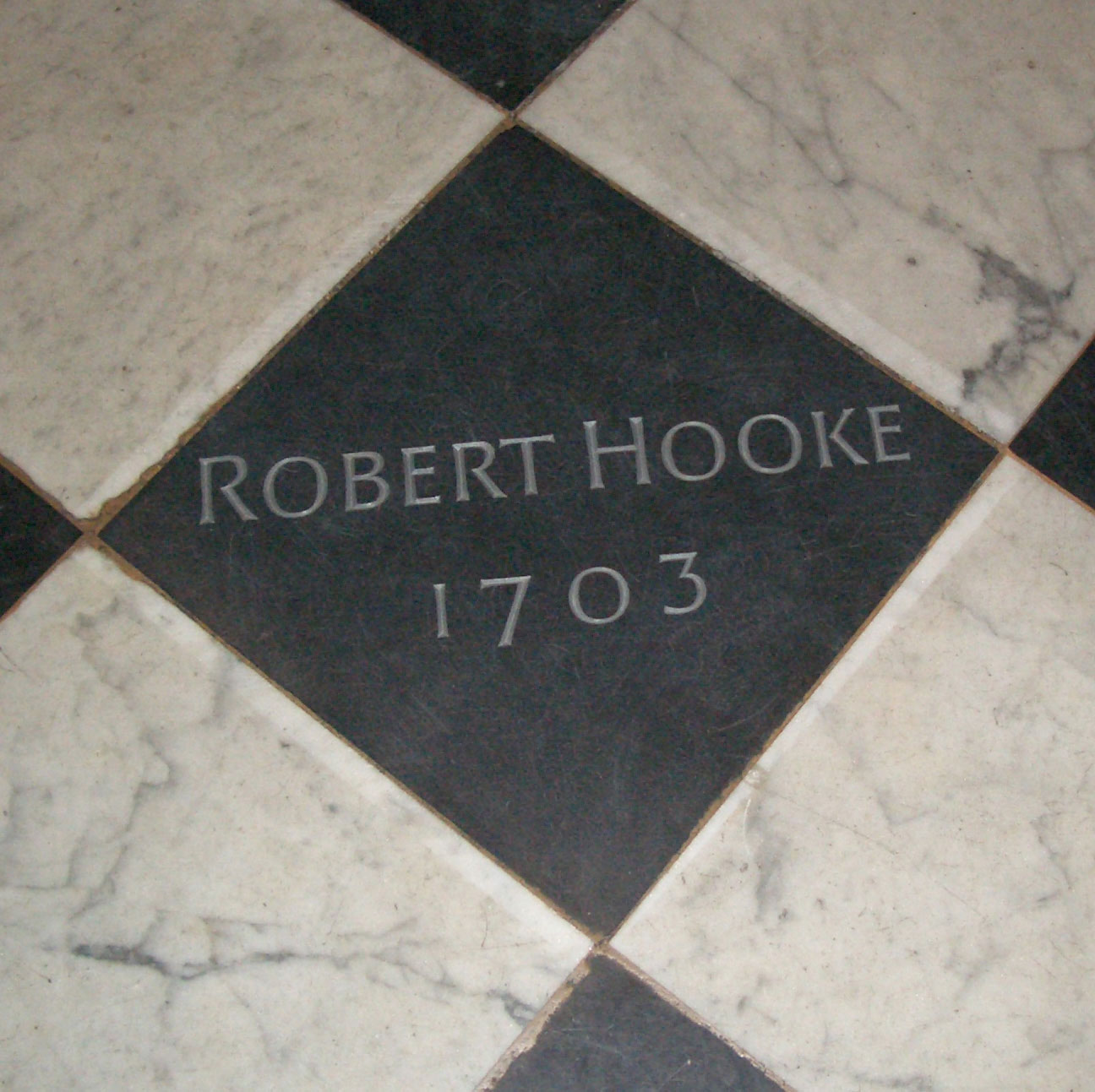
Hooke-Denkmal in der Westminster Abbey

1705 veröffentlichte Richard Waller, ein enger Freund Hookes, dessen wichtigste nachgelassene Schriften. Ihnen stellte er eine kurze Biografie voran, die teilweise auf Hookes fragmentarischer Autobiografie beruhte. William Derham versammelte 1726 zahlreiche kleine Beiträge von Hooke in einem weiteren Nachlassband. Die von John Aubrey, ebenfalls ein guter Freund Hookes, für den Antiquar Anthony Wood (1632–1695) zusammengetragenen biografischen Daten wurden in der ersten Auflage von Woods Athenae Oxonienses (1691–1694) nicht verwendet. Erst in der posthum erschienenen zweiten Auflage von 1721 gibt es einen kurzen Eintrag zu Hookes Leben. Eine vollständige Edition der in der Bodleian Library aufbewahrten Manuskripte Aubreys gab Andrew Clark 1898 unter dem Titel Brief Lives heraus.
Bis in die 1930er Jahre geriet Hooke weitestgehend in Vergessenheit. Erst im Vorfeld des 300. Jahrestages seiner Geburt kam es zu einer ersten Aufarbeitung seiner Beiträge für die moderne Wissenschaft. Robert Gunther machte von 1930 bis 1938 in mehreren Bänden seiner Early Science in Oxford die schwer zugänglichen Schriften Hookes wieder für die Forschung verfügbar. Henry William Robinson und Walter Adams publizierten 1935 große Teile des 1891 in Harlow aufgefundenen und von der Corporation of the City of London angekauften Tagebuchs Hookes. Diese Tagebucheinträge umfassten den Zeitraum von 1672 bis 1680. Gunther ergänzte im gleichen Jahr diese Edition um die Veröffentlichung weiterer Einträge aus den Jahren 1688 bis 1690 und 1692 bis 1693.
Nach dem Zweiten Weltkrieg wurde durch Edward Andrades eindringliche Wilkins-Vorlesung vom 15. Dezember 1949 vor der Royal Society das Interesse an Hooke neu belebt. Eine erste ausführliche, von Margaret Espinasse verfasste Biografie erschien 1956. Der Zugriff auf seine umfassende Arbeit für die Royal Society wurde 1968 durch den Nachdruck von Thomas Birchs vierbändigen Werk The history of the Royal Society of London for improving of natural knowledge, das detailliert die ersten Jahrzehnte der Arbeit der Royal Society protokolliert, erleichtert. In den 1960er und 1970er Jahren untersuchten Historiker die Frühgeschichte der Royal Society unter neuen, breiter gefächerten Gesichtspunkten. Michael Hunters verfasste ein Buch über die ersten Mitglieder der Royal Society, R. E. W. Maddison, Jim Bennett und Richard S. Westfall schrieben umfassende Biografien über Boyle, Wren und Newton, in denen auch Hookes Briefe an Boyle, Newton, Oldenburg, Flamsteed, Huygens und andere veröffentlicht wurden. Zahlreiche Einzelstudien untersuchten in diesen Jahren Hookes Beiträge zur Entwicklung wissenschaftlicher Instrumente (Barometer, Mikroskop, Teleskop, Zeitmesser), seine Leistungen als Architekt und Kartograph sowie als Forscher auf den Gebieten der Optik, des Magnetismus, der Mechanik, Chemie, Geologie und seinem naturphilosophischen Interesse an einer universellen Sprache, einer „Philosophischen Algebra“.
Die British Society for the History of Science organisierte eine erste, ausschließlich Hooke gewidmete wissenschaftliche Konferenz, die vom 19. bis 21. Juli 1987 an der Royal Society in London abgehalten wurde. In den 1990er Jahren wuchs das Interesse an Hooke weiter. In einem 1996 erschienenen Buch untersuchte Ellen Tan Drake beispielsweise dessen Rolle bei der Begründung der Geologie. Michael Cooper beleuchtete in seiner 1999 beendeten Dissertation seine umfassende Tätigkeit als Landvermesser und Architekt beim Wiederaufbau Londons.
Ihren vorläufigen Höhepunkt erreichte die wissenschaftliche Auseinandersetzung mit den Leistungen Hookes und seine Würdigung als bedeutender Naturforscher seiner Zeit zu seinem 300. Todestag im Jahr 2003. Es erschienen zwei von Stephen Inwood und Lisa Jardine verfasste Biografien über ihn. Am Nachmittag des 3. März 2003 fand im einzigen vollständig erhaltenen, von Hooke konzipierten Gebäude, der Willen Parish Church in Milton Keynes, ein Gedenkgottesdienst statt. Vom 6. bis 9. Juli 2003 waren die Royal Society und das Gresham College Gastgeber einer Internationalen Konferenz mit dem Titel Restoring The Reputation Of Robert Hooke, die mit Unterstützung durch die Royal Academy of Engineering ausgerichtet wurde. Unter der Schirmherrschaft der Christ Church wurde am 2. Oktober 2003 ein Symposium Robert Hooke and the English Renaissance abgehalten, das sich ebenfalls mit neuen Erkenntnissen zu Hookes Wirken beschäftigte.

### Bildnis

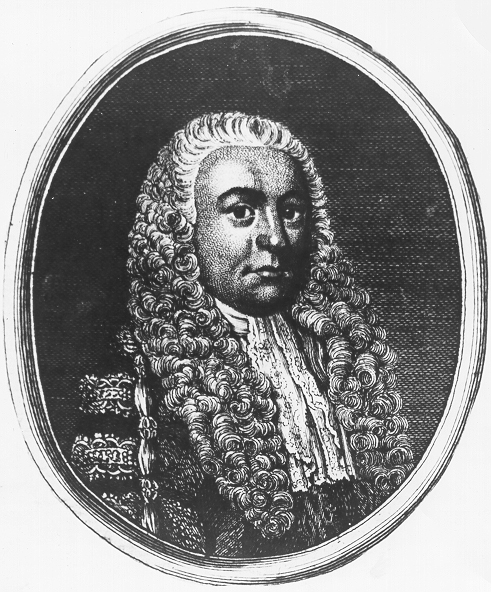
Ein 1939 vom US-Magazin Time fälschlicherweise mit Scientist Hooke betiteltes Porträt

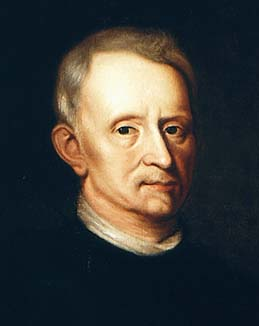
Dieses Bildnis wurde 2003 von Lisa Jardine als „Robert Hooke“ identifiziert. Wie sich kurz darauf herausstellte, zeigt es jedoch Johan Baptista van Helmont

Bisher ist kein zeitgenössisches Bildnis von Robert Hooke aufgefunden worden. Am 5. Juli 1710 besuchte der Frankfurter Ratsherr und Jurist Zacharias Konrad von Uffenbach (1683–1734) im Gresham College die Räumlichkeiten der dort noch tagenden Royal Society und vermerkte in seinem Reisebericht: „Zuletzt wiese man uns das Zimmer, darinnen die Societät zusammen zu kommen pfleget. Es ist sehr klein und schlecht, und das beste darinnen die viele Portraits von denen Mitgliedern, darunter wohl die merkwürdigste sind, das von Boyle und Hoock.“ Dies ist einer der wenigen Hinweise darauf, dass es ein solches Bildnis tatsächlich gegeben haben muss. Es ging vermutlich beim von Newton überwachten Umzug der Royal Society nach Crane Court verloren.
In ihrer Ausgabe vom 3. Juli 1939 druckte das US-amerikanische Magazin Time ein Porträt mit der Bildunterschrift Scientist Hooke ab. Nachforschungen durch Ashley Montagu zeigten jedoch, dass es sich hierbei nicht um ein Bildnis Hookes handelt.
Die britische Historikerin Lisa Jardine stieß während ihrer Recherchen für ihr Buch The curious life of Robert Hooke im Bestand des Natural History Museum auf ein mit „John Ray“ betiteltes und der Malerin Mary Beale (1632/3–1699) zugeschriebenes Porträt, von dem sich herausstellte, dass es nicht den englischen Naturforscher darstellt. Aufgrund weiterer Indizien, beispielsweise gibt es in Hookes Tagebuch Hinweise darauf, dass sich Robert Boyle von Mary Beale porträtieren ließ, schloss Lisa Jardine, dass es sich um das verschollene Bildnis von Robert Hooke handeln müsse. Kurz nach Erscheinen ihres Buches, für das dieses Porträt als Bucheinband verwendet wurde, konnte William B. Jensen von der University of Cincinnati anhand zweier Kupferstiche das Bildnis dem Flamen Johan Baptista van Helmont zuordnen.
Etwa 2003 wurde im County Record Office der Isle of Wight ein auf den 2. Februar 1684/5 datiertes Dokument Hookes entdeckt, das neben seiner Unterschrift auch einen Abdruck eines Siegels trägt, das einen Mann im Profil darstellt. Ob es sich hierbei um ein Porträt Hookes handeln könnte, ist ungeklärt.
Anlässlich der Aktivitäten zum 300. Todestag von Robert Hooke wurde unter dem Titel Portraying Robert Hooke – Recreating the Hidden Genius ein Wettbewerb veranstaltet, bei dem ein neues, modernes Porträt Robert Hookes geschaffen werden sollte. Die Royal Institution of Chartered Surveyors und die Royal Society hatten zu diesem Zwecke ein Preisgeld in Höhe von 500 Pfund gestiftet. Sieger war das Hooke-Porträt von Guy Heyden.

### Nachlass
Robert Hooke starb ohne ein unterzeichnetes Testament. In einem später aufgefundenen Testamentsentwurf plante er sein Vermögen unter vier Freunden aufzuteilen, setzte jedoch noch keine Namen ein. Der Antiquar und Topograf Thomas Kirke (1650–1706) mutmaßte in einem Brief an Godfrey Copley, dass dies Christopher Wren, John Hoskyns (1634–1705), Robert Knox und der Instrumentenbauer Reeve Williams (?–1703) seien. Hooke hinterließ ein beachtliches Vermögen von 9580 Pfund, davon 8000 Pfund, die er in bar in einer einfachen Holztruhe aufbewahrte. Sein Besitz ging an Verwandte von der Isle of Wight: seine Cousine Elizabeth Stephens, eine Tochter des Bruders von Hookes Vater, und deren Tochter Mary Dillon sowie Anne Hollis, eine Tochter des Bruders von Hookes Mutter. 1707 kam es zu Streitigkeiten um Hookes Erbe, als Anne Hollis Bruder, der nach Virginia ausgewanderte Thomas Gyles, von Hookes Nachlass erfuhr und vor Gericht klagte.
Hookes Bibliothek bestand aus über 500 Foliobänden, 1310 Quartbänden, 845 Bänden im Oktavformat und 393 Bänden im Duodezformat. Sie gelangte am 29. April 1703 zur Versteigerung und erzielte einen Erlös von 250 Pfund.
Hookes unveröffentlichte Schriften gingen in den Besitz von Richard Waller über, der im Dezember 1708 von Elizabeth Stephens auch dessen Tagebuch erhielt. William Derham erhielt nach Wallers Tod Papiere aus Hookes Nachlass von Wallers Schwager Jonas Blackwell (?–1754). Hookes Tagebuch wurde 1891 in Harlow aufgefunden und befindet sich heute in der Guildhall Library von London.
Bei einer routinemäßigen Wertermittlung in einem Landhaus in Hampshire wurden im Januar 2006 Papiere entdeckt, die sich bald als verloren geglaubte Papiere aus dem Besitz von Robert Hooke herausstellten. Der sogenannte „Hooke Folio“ sollte am 28. März in der New Bond Street in London versteigert werden. Der Präsident der Royal Society, Martin Rees, bat öffentlich um Spenden, damit die Royal Society die Papiere für ihr Archiv erwerben könnte. Über 150 Spender, darunter eine Großspende des Wellcome Trust, ermöglichten kurz vor Auktionsbeginn den Ankauf des „Hooke Folio“ für 937.074 Pfund. Dem „Hooke Folio“ ist ein von William Derham angefertigter Index beigefügt. Er besteht aus zwei Teilen. Die ersten einhundert Seiten bestehen aus Notizen Hookes, die er nach dem Tode von Henry Oldenburg aus den Berichten der Royal Society exzerpierte, um seine Prioritätsansprüche beweisen zu können. Bei den übrigen etwa 400 Seiten handelt es sich um von Hooke von Januar 1678 bis November 1683 in seiner Tätigkeit als Sekretär während der wöchentlichen Treffen der Royal Society angefertigten Notizen. Der „Hooke Folio“ gilt als der bedeutendste Manuskriptfund der letzten 50 Jahre, der mit der Frühgeschichte der Royal Society in Verbindung steht.
Eine 1996 von der Kunstsammlung Tate Britain erworbene und mit „R:Hook“ signierte Zeichnung Three Heads and Two Figure Studies wurde 2010 von Matthew C. Hunter Robert Hooke zugeschrieben.

### Würdigung
Der Asteroid Hooke sowie der Mondkrater Hooke und der Marskrater Hooke wurden nach Robert Hooke benannt. Ebenso der Hooke Point, eine Landspitze an der Westküste der Antarktischen Halbinsel. Die Westminster School London gab ihrem 1986 eröffneten Wissenschaftszentrum den Namen Robert Hooke Science Center. Die Hooke Medal der British Society for Cell Biology erinnert an Hookes Beiträge zur Mikroskopie. Das Hooke-Element stellt in den rheologischen Modellen die ideale Elastizität dar.

## Schriften

### Bücher
Zu Lebzeiten:
- An Attempt for the Explication of the Phaenomena, observable in an Experiment published by the Honourable Robert Boyle, Esq. London 1661.
- Micrographia: or, Some physiological descriptions of minute bodies made by magnifying glasses. London 1665, (online).
- Veröffentlichte Cutler-Vorlesungen:
  - An Attempt To prove the Motion of the Earth from Observations. London 1674, (online).
  - Animadversions on the first part of the Machina coelestis… London 1674.
  - A Description of Helioscopes and some other Instruments. London 1676, (online).
  - Lampas: or, Descriptions of some Mechanical Improvements of Lamps & Waterpoises. Together with some other Physical and Mechanical discoveries. London 1677.
  - Lectures and collections. Cometa … Microscopium… London 1678.
  - Lectures de potentia restitutiva, or, of Spring: explaining the power of springing bodies: to which are added some collections. London 1678.
  - Lectiones Cutlerianae, or a Collection of Lectures: Physical, Mechanical, Geographical & Astronomical… John Martyn, London 1679 (Digitalisat). – Die sechs Cutler-Vorlesungen in einem Band.

Posthum:
- Richard Waller (Hrsg.): The posthumous works of Robert Hooke. London 1705, (online).
- William Derham (Hrsg.): Philosophical experiments and observations of the late eminent Dr. Robert Hooke… W. & J. Innys, London 1726 (eingeschränkte Vorschau in der Google-Buchsuche).

### In Publikationen der Royal Society (Auswahl)
- A Spot in One of the Belts of Jupiter. In: Philosophical Transactions. Band 1, Nummer 1, 6. März 1665, S. 3, doi:10.1098/rstl.1665.0005.
- Mr. Hook’s Answer to Monsieur Auzout’s Considerations, in a Letter to the Publisher of These Transactions. In: Philosophical Transactions. Band 1, Nummer 4, 5. Juni 1665, S. 64–69, doi:10.1098/rstl.1665.0029.
- The Particulars. Of Those Observations of the Planet Mars, Formerly Intimated to Have Been Made at London in the Months of February and March A. 1665/6. In: Philosophical Transactions. Band 1, 1665, S. 239–242, doi:10.1098/rstl.1665.0101.
- Some New Observations about the Planet Mars, Communicated Since the Printing of the Former Sheets. In: Philosophical Transactions. Band 1, Nummer 11, 2. April 1666, S. 198, doi:10.1098/rstl.1665.0085.
- A New Contrivance of Wheel-Barometer, Much More Easy to be Prepared, Than That, Which is Described in the Micrography; Imparted by the Author of That Book. In: Philosophical Transactions. Band 1, Nummer 13, 4. Juni 1666, S. 218–219, doi:10.1098/rstl.1665.0095.
- Some Observations Lately Made at London Concerning the Planet Jupiter. In: Philosophical Transactions. Band 1, Nummer 14, 2. Juli 1666, S. 245–247, doi:10.1098/rstl.1665.0103.
- Observations Made in Several Places, of the Late Eclipse of the Sun, Which Hapned on the 22 of June, 1666. In: Philosophical Transactions. Band 1, Nummer 17, 9. September 1666, S. 295–297, doi:10.1098/rstl.1665.0111.
- More Wayes for the Same Purpose, Intimated by M. Hook. In: Philosophical Transactions. Band 2, Nummer 25, 6. Mai 1667, S. 459, doi:10.1098/rstl.1666.0018.
- An Account of an Experiment Made by Mr. Hook, of Preserving Animals Alive by Blowing through Their Lungs with Bellows. In: Philosophical Transactions. Band 2, Nummer 28, 21. Oktober 1667, S. 539–540, doi:10.1098/rstl.1666.0043.
- A Description of an Instrument for Dividing a Foot into Many Thousand Parts, and Thereby Measuring the Diameters of Planets to a Great Exactness, &c. as It Was Promised, Numb. 25. In: Philosophical Transactions. Band 2, Nummer 29, 11. November 1667, S. 541–556, doi:10.1098/rstl.1666.0044.
- A Contrivance to Make the Picture of Any Thing Appear on a Wall, Cub-Board, or within a Picture-Frame, &c. in the Midst of a Light Room in the Day-Time; Or in the Night-Time in Any Room That is Enlightned with a Considerable Number of Candles. In: Philosophical Transactions. Band 3, Nummer 38, 17. August 1668, S. 741–743, doi:10.1098/rstl.1668.0031.
- Some Communications, Confirming the Present Appearance of the Ring about Saturn, by M. Hugens de Zulechem and Mr. Hook. In: Philosophical Transactions. Band 5, Nummer 65, 14. November 1670, S. 2093, doi:10.1098/rstl.1670.0065. – mit Christiaan Huygens
- Observations Made by Mr. Hook, of Some Spots in the Sun, Return’d after they Had Passed Over the Upper Hemi Sphere of the Sun Which is Bid from Us; According as Was Predicted. In: Philosophical Transactions. Band 6, Nummer 77, 20. November 1671, S. 2295–3001, doi:10.1098/rstl.1671.0054.
- An Account of What Bath Been Observed Here in London and Derby, by Mr. Hook, Mr. Flamstead, and Others, Concerning the Late Eclipse of the Moon, of Jan. 1. 1674/5. Band 9, Nummer 111, 22. Februar 1675, S. 237–238, doi:10.1098/rstl.1674.0052. – mit John Flamsteed und Ismael Boulliau
- A Way of helping Short-sightedness. In: Philosophical Collections. Nummer 3, London 1681, S. 59 ff. (eingeschränkte Vorschau in der Google-Buchsuche).
- Of the best Form of Horizontal Sails for a Mill, and of the inclined Sails of Ships. In: Philosophical Collections. Nummer 3, London 1681, S. 61 ff. (eingeschränkte Vorschau in der Google-Buchsuche).
- Description of An Invention, Whereby the Divisions of the Barometer May be Enlarged in Any Given Proportions; Produced before the Royall Society By Mr. Robert Hook R. S. Soc. and Profess. Geom. Gresham. In: Philosophical Transactions. Band 16, 1686, S. 241–244, doi:10.1098/rstl.1686.0043.
- An Account of Dr Robert Hook’s Invention of the Marine Barometer, with Its Description and Uses, Published by Order of the R. Society, by E. Halley, R. S. S. In: Philosophical Transactions. Band 22, Nummer 269, 1700–1701, S. 791–794, doi:10.1098/rstl.1700.0074. – mit Edmond Halley

## Bauten (Auswahl)
- 1671–1676: The Monument to the Great Fire of London, Fish Street Hill, London
- 1672–1678: Royal College of Physicians, Warwick Lane, London
- 1675–1676: Bethlem Royal Hospital, London
- 1675–1679: Montague House, Bloomsbury, London
- 1679–1683: Ragley Hall, Warwickshire
- 1680: Willen Church, Buckinghamshire
- 1690–1693: Almshouses Aske’s Hospital, Hoxton, London

### Biografien
- Edward Andrade: Wilkins Lecture: Robert Hooke. In: Proceedings of the Royal Society of London. Series B, Biological Sciences. Band 137, Nummer 887, 1950, S. 153–187, JSTOR:82545.
- Andrew Clark (Hrsg.): ‘Brief Lives’ chiefly of contemporaries, set down by John Aubrey between the Years 1669 & 1696. Clarendon Press, Oxford 1898, S. 409–416, (online).
- Margaret 'Espinasse: Robert Hooke. William Heinemann, London 1956.
- Stephen Inwood: The man who knew too much. The strange and inventive life of Robert Hooke (1635–1703). Macmillan, London 2002, ISBN 0-333-78286-0.
- Lisa Jardine: The curious life of Robert Hooke: the man who measured London. HarperCollins, 2003, ISBN 0-00-714944-1.
- Robert D. Purrington: The First Professional Scientist: Robert Hooke and the Royal Society of London. Springer, Basel 2009, ISBN 978-3-0346-0036-1.
- John J. O’Connor, Edmund F. Robertson: Robert Hooke. In: MacTutor History of Mathematics archive (englisch).

### Tagebücher
- Robert Theodore Gunther (Hrsg.): Later Diary. In: Early Science in Oxford. Band 10, S. 69–265, Oxford 1935. – 1. November 1688 bis 9. März 1690 und 6. Dezember 1692 bis 8. August 1693.
- Felicity Henderson: Unpublished Material from the Memorandum Book of Robert Hooke, Guildhall Library MS1758. In: Notes and Records of the Royal Society of London. Band 61, Nummer 2, 2007, S. 129–175, doi:10.1098/rsnr.2006.0173 – 10. März bis 31. Juli 1672 und Januar 1681 bis Mai 1683.
- Henry William Robinson, Walter Adams (Hrsg.): The diary of Robert Hooke, M.A., M.D., F.R.S., 1672–1680: transcribed from the original in the possession of the Corporation of the city of London. Taylor & Francis, London 1935. – März 1671/2 bis Mai 1683.

### Bibliografie
- Geoffrey Keynes: A Bibliography of Dr. Robert Hooke. Clarendon Press, 1960.

### Neudrucke
- Robert T. Gunther: Early Science in Oxford.
  - Band 6: The life and work of Robert Hooke (Part 1). Oxford University Press, Oxford 1930.
  - Band 7: The life and work of Robert Hooke (Part 2). Oxford University Press, Oxford 1930.
  - Band 8: The Cutler lectures of Robert Hooke. Oxford University Press, Oxford 1931.
  - Band 10: The life and work of Robert Hooke. (Part 4) Tract on capillary attraction, 1661; Diary, 1688–1693. Oxford University Press, Oxford 1935.
  - Band 13: The life and work of Robert Hooke (Part 5) Micrographia, 1665. Oxford University Press, Oxford 1938.

### Zur Rezeption seines Werkes (Auswahl)
- Jim Bennett, Michael Cooper, Michael Hunter, Lisa Jardine: London’s Leonardo: the life and work of Robert Hooke. Oxford University Press, 2003, ISBN 0-19-852579-6.
- Allan Chapman: England’s Leonardo: Robert Hooke and the seventeenth-century scientific revolution. Institute of Physics, Bristol 2005, ISBN 0-7503-0987-3.
- Michael Cooper: ‘A more beautiful city.’ Robert Hooke and the rebuilding of London after the Great Fire. Sutton Publishing, Stroud 2003, ISBN 0-7509-2959-6.
- Michael Cooper, Michael Cyril William Hunter (Hrsg.): Robert Hooke: Tercentennial studies. Ashgate Publishing Ltd., 2006, ISBN 0-7546-5365-X.
- Ellen T. Drake: Restless genius: Robert Hooke and his earthly thoughts. Oxford University Press, 1996, ISBN 0-19-506695-2.
- Ofer Gal: Meanest foundations and nobler superstructures: Hooke, Newton and the compounding of the celestiall motions of the planetts. Springer, Dortrecht 2002, ISBN 1-4020-0732-9.
- Michael Hunter, Simon Schaffer: (Hrsg.): Robert Hooke: New Studies. Boydell Press, Woodbridge 1989, ISBN 0-85115-523-5.
- Paul Welberry Kent, Allan Chapman (Hrsg.): Robert Hooke and the English renaissance. Gracewing Publishing, 2005, ISBN 0-85244-587-3.
- Richard Nichols (Hrsg.): The diaries of Robert Hooke, the Leonardo of London, 1635–1703. Book Guild, 1994, ISBN 0-86332-930-6.
- Robert D. Purrington: The First Professional Scientist: Robert Hooke and the Royal Society of London. Birkhäuser Verlag AG, Basel/Boston/Berlin 2009, ISBN 978-3-0346-0036-1.
- Leona Rostenberg: The library of Robert Hooke: the scientific book trade of Restoration England. Modoc Press, Santa Monica 1989, ISBN 0-929246-01-2.